# Alicanto
O alicanto ou Allicanto é um pássaro mitológico do deserto de Atacama, pertencentes a mitologia chilena. 

## Lenda
A lenda diz que o Alicanto é um pássaro maravilhoso, com olhos e asas brilhantes, que provavelmente vive no deserto, e em seu vôo luminoso, não projeta sombras. Vivem em colinas, e trazem sorte aos mineiros, pois se alimenta de minerais preciosos, como o ouro e a prata. Caso um mineiro o veja e não é visto, o Alicanto o traz até riquezas sem igual. No entanto, se é avistado pelo pássaro, ele leva os gananciosos a um precipício fazendo-os cair para os braços da morte. 